# Streptocephalus macrourus
Streptocephalus macrourus är en kräftdjursart som beskrevs av Daday 1908. Streptocephalus macrourus ingår i släktet Streptocephalus och familjen Streptocephalidae. Inga underarter finns listade i Catalogue of Life.